# Sindicato da Indústria da Construção do Estado da Bahia
O Sindicato da Indústria da Construção do Estado da Bahia (SINDUSCON-BA) é uma entidade que tem como missão representar, unir, defender e fortalecer institucionalmente o segmento da indústria da construção do Estado. O Sindicato, que teve sua origem em 1952, oferece a seus associados vários serviços entre eles consultoria jurídica, coordenação das relações trabalhistas institucionais intersindicais, defesa de programas do interesse do setor, entre outros.
A comunidade também se beneficia com os dados estatísticos disponíveis no site e redes sociais da entidade, além de cursos, seminários e eventos promovidos que visam discutir as questões de importância para a construção e que tem grande impacto junto à população. A Instituição promove uma série de eventos como a Feira Internacional Construir Bahia, a maior do Nordeste, o Dia Nacional da Construção Social e a Olimpíada da Construção. Atento à evolução do mercado da construção, o SINDUSCON-BA, promove ações de sustentabilidade, responsabilidade social e inovação. A entidade faz parte dos conselhos de representantes e das diretorias da Câmara Brasileira da Indústria da Construção (CBIC) e da Federação das Indústrias do Estado da Bahia (FIEB). Com sede na Capital, o sindicato conta com Delegacias Regionais em Vitória da Conquista e Feira de Santana.
Dentre os membros associados do Sindicado estão a Construtora Norberto Odebrecht S/A (atual OEC), Construtora Tenda S/A, MRV Engenharia e Participações S/A, OAS Empreendimentos Ltda, Odebrecht Realizações Imobiliárias e Participações S/A e Santa Helena S.A. Incorporações e Construções.

## História
A história da organização sindical das empresas do setor da construção na Bahia começou na década de 50, com o objetivo de obter uma melhor estruturação das negociações entre empresários e trabalhadores, o estabelecimento de convenções coletivas, a defesa de interesses da Construção Civil e a melhor representação das empresas baianas nas associações nacionais.
Em 14 de abril de 1952 a Delegacia Regional do Ministério do Trabalho, Indústria e Comércio emitiu o certificado do registro de Associação Profissional da Indústria da Construção Civil da Cidade do Salvador. Menos de uma semana depois, o livro de registro de associadas já contava com 73 sócios fundadores. Quatro anos mais tarde, em 26 janeiro de 1956, o Ministro de Estado dos Negócios do Trabalho, Indústria e Comércio aprovou os estatutos da Associação e a reconheceu sob a denominação de Sindicato da Indústria da Construção Civil de Salvador. Mas foi em 12 de abril de 1989 que o Sindicato ampliou a base territorial para fortalecer sua representatividade e passou a se chamar Sinduscon-BA - Sindicato da Indústria da Construção do Estado da Bahia.

## Atuação
Além de oferecer a seus associados serviços de consultoria jurídica, coordenação das relações trabalhistas institucionais intersindicais e de defender programas do interesse do setor, o Sindicato também promove uma série de eventos como a Feira Internacional Construir Bahia, a maior do Nordeste, o Dia Nacional da Construção Social e a Olimpíada da Construção.

### Feira Internacional Construir Bahia
Entre as principais ações do Sindicato está a Construir Bahia, maior evento do setor da construção na região Nordeste. O evento acontece todos os anos e faz parte do programa estratégico do Sinduscon-BA de realizar atividades que promovam a melhoria contínua da qualificação dos profissionais da construção, bem como o desenvolvimento tecnológico e gerencial das empresas do setor. O evento é composto por uma feira, que apóia o fortalecimento do mercado, aproximando clientes, empresários e fornecedores, e por salões, onde acontecem debates e mini-cursos com o objetivo de fomentar a troca de informações e de experiências.

### Olimpíada da Construção
O SINDUSCON-BA e as empresas associadas incentivam seus trabalhadores e suas famílias a participarem da Olimpíada da Construção. O evento é realizado pelo Sindicato, em parceria com a FIEB e o SESI-BA. Na ocasião, as famílias podem ir torcer e aproveitar o Circuito do Bem Estar com opções de lazer para todas as idades. O evento tem como objetivo a promoção da prática do esporte pelos dirigentes, engenheiros, técnicos e trabalhadores do setor da construção, reconhecendo desta forma o valor do esporte como protagonista da saúde, qualidade de vida, melhoria da qualidade no trabalho, cooperação e união.

### Dia Nacional da Construção Social
O Dia Nacional da Construção Social é promovido pelo Fórum de Ação Social e Cidadania da Câmara Brasileira da Indústria da Construção (CBIC), em parceria com o SINDUSCON-BA, com o objetivo de integrar trabalhadores e empresas e melhorar a qualidade de vida dos trabalhadores da indústria da construção e seus familiares. As ações desenvolvidas se baseiam em três pilares: saúde, cidadania e lazer. Além da importância de melhorar de maneira prática a qualidade de vida dos trabalhadores do setor a iniciativa gera motivação e ainda ganhos em produtividade. O evento é anual e realizado simultaneamente em 18 Estados e no Distrito Federal, no mês de agosto.

## Diretoria - Biênio 2009/2011
CONSELHO DIRETOR
Presidente
Carlos Alberto Matos Vieira Lima
Vice-Presidente
Carlos Marden do Valle Passos
Diretoria Executiva
Diretor Relações Trabalhistas: Rogélio Veiga Peleteiro Filho
Diretor Relações Institucionais: Vicente Mário Visco Mattos
Diretor de Infraestrutura: Ubirajara Índio do Ceará Filho
Diretor de Capacitação: Luiz Augusto Castro de Oliveira
Diretor de Desenvolvimento Do Mercado: Geraldo Celso Cunha de Menezes
Diretor de Desenvolvimento Tecnológico: Marcos Galindo Pereira Lopes
Diretor de Obras Industriais: Adyval Sodré Filho
Diretor de Habitação: Carlos Henrique de Oliveira Passos
Diretor Administrativo Financeiro: Rafael Freire Filgueiras
Diretor de Desenvolvimento Sustentável, Habitação e Mobilidade: Lucy Maria Marques de Carvalho